# 前川村
前川村（まえかわむら）は、かつて新潟県古志郡にあった村。

## 沿革
- 1889年（明治22年）4月1日 - 町村制施行に伴い古志郡上前島村、青山村、前島村、青島村が合併し、前川村が発足。
- 1901年（明治34年）11月1日 - 古志郡宮内村、石坂村、中通村と合併し、上組村を新設して消滅。